# МОПР (Кривой Рог)
МОПР (укр. МОДР) — исторический район, жилой массив в городе Кривой Рог Днепропетровской области Украины.

## История
Заложен в конце 1890-х годов как горняцкий посёлок Тарапаковка, где размещался Пастуховский карьер в зоне Лихмановского рудного пласта. Название получил в честь МОПР.
Представлял собой хаотическую застройку из землянок и бараков. Наибольшее развитие произошло в 1930-х и в 1950—1960-х годах.
В посёлке детство и юность провёли Герои Советского Союза Василий Мыхлик, Дмитрий и Борис Глинки — жили в доме № 49 по улице Правды (ныне Тарапаковская улица).

## Характеристика
Жилой массив в центральной части Центрально-Городского района Кривого Рога. Граничит со Смычкой на севере, историческим центром на востоке, Весёлой Дачей на юго-западе и Карачунами на западе.
Состоит из 32 улиц, на которых проживает 4200 человек. Площадь 4 тысячи га.
На территории района действует гимназия № 5, храм Иоанна Лествичника, расположен памятник природы Скалы МОПРа.